# Mosa (fiume)
La Mòsa (in francese Meuse, in olandese Maas e in vallone Moûze) è un grande fiume europeo che nasce in Francia, scorre attraverso il Belgio e i Paesi Bassi e sfocia nel Reno. La sua lunghezza è di 950 km.

## Storia
Il fiume Mosa durante la prima guerra mondiale fu teatro di violente battaglie tra l'esercito francese e quello tedesco.
Ancora oggi molte zone della foresta lungo l'argine (in particolare la famigerata zona Rossa) non sono ancora state bonificate del tutto dall'enorme quantità di ordigni inesplosi.

## Percorso

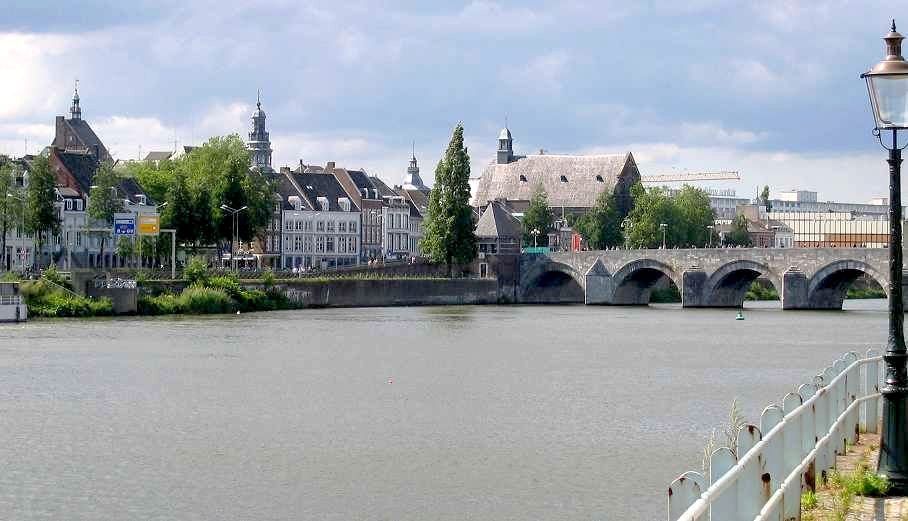
La Mosa a Maastricht

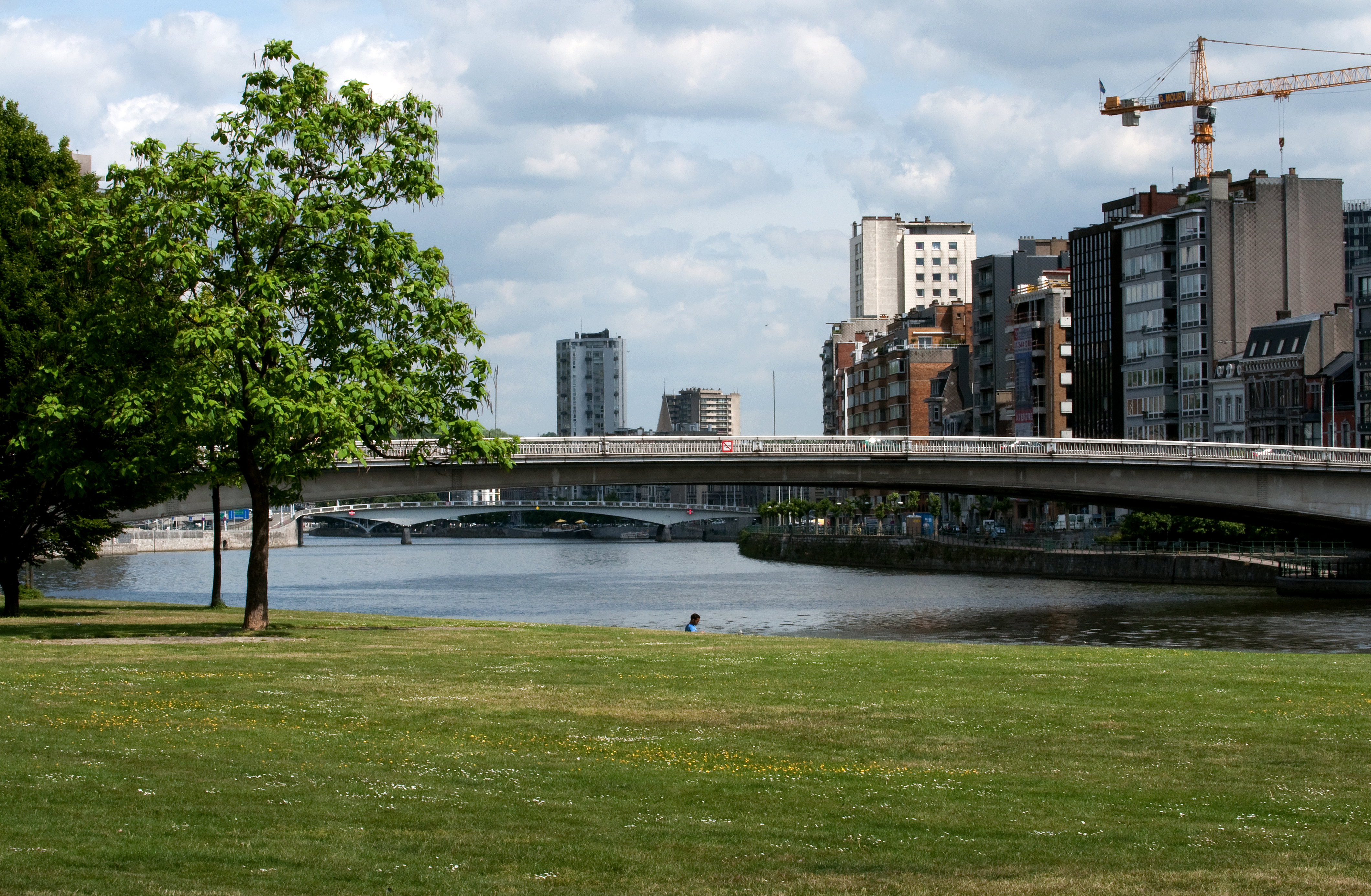
La Mosa a Liegi

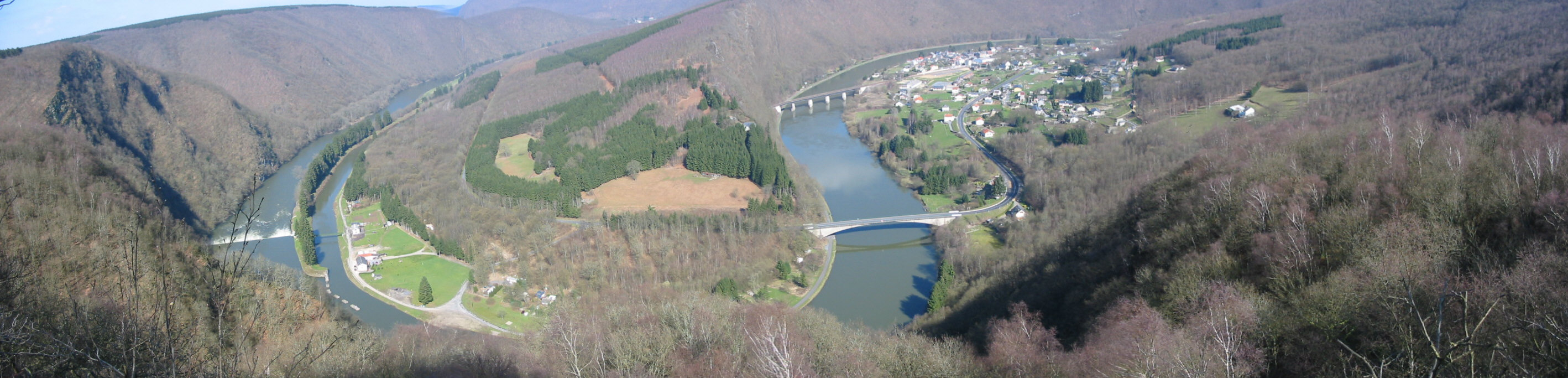
Vista della Mosa nelle Ardenne francesi

Il fiume nasce sul Plateau Langres, presso Pouilly-en-Bassigny nel dipartimento dell'Alta Marna in Francia e scorre verso nord, attraversando i dipartimenti dei Vosgi, della Mosa e delle Ardenne. Bagna le città di Neufchâteau, Commercy, Verdun, Sedan e Charleville-Mézières.
Entra quindi in Belgio e attraversa le province di Namur e di Liegi. A Namur piega verso est lambendo le Ardenne, oltrepassa Liegi e piega verso nord. Quindi forma parte del confine tra il Belgio (provincia del Limburgo) e i Paesi Bassi, eccetto che a Maastricht, dove entra per un tratto in territorio olandese.
Il fiume prosegue verso nord nei Paesi Bassi, attraversando la provincia del Limburgo olandese dove bagna la città di Venlo e costeggia per un tratto il confine con la provincia del Brabante Settentrionale. Poi gira verso ovest, al confine tra le province del Brabante settentrionale e della Gheldria. Si divide nei pressi di Heusden nella Afgedamde Maas, a destra, e nella Bergse Maas, a sinistra, e si unisce al Reno in un grande delta, sfociando infine nel mare del Nord tramite il Nieuwe Waterweg e l'Hollandsch Diep.

## Ponti
Ponti ferroviari (con la stazione ferroviaria più vicina alla riva destra e a quella sinistra):
- Paesi Bassi:
  - tra Blerick e Venlo
  - tra Cuijk e Nimega Heyendaal
  - tra Ravenstein e Wijchen
  - tra Boscoducale e Zaltbommel

Ci sono anche molti ponti stradali, tra cui l'Hoge Brug, e circa 32 traghetti.

## Navigazione
Il fiume è navigabile per chiatte da 1350 tonnellate da Rotterdam a Givet e, attraverso canali, è regolato e connesso alla rete di vie d'acqua francesi. È collegato anche al porto di Anversa tramite il canale Albert.

## Affluenti
I principali affluenti della Mosa sono elencati di seguito, risalendo dalla foce, con la città dove l'affluente incontra il fiume:
- Dieze (nei pressi di 's-Hertogenbosch)
  - Aa (a 's-Hertogenbosch)
  - Dommel (a Boscoducale)
    - Gender (a Eindhoven)
- Niers (a Gennep)
- Swalm (a Swalmen)
- Roer (o Rur) (a Ruremonda)
- Geleenbeek (nei pressi di Maasbracht)
- Geul (nei pressi di Meerssen)
- Geer (o Jeker) (a Maastricht)
- Voer (o Fouron) (a Eijsden)
- Berwine (nei pressi di Moelingen, parte di Voeren)
- Ourthe (a Liegi)
  - Vesdre (nei pressi di Liegi)
  - Amblève (a Comblain-au-Pont)
    - Salm (a Trois-Ponts)
    - Warche (nei pressi di Malmedy)
- Hoyoux (a Huy)
- Sambre (a Namur)
- Bocq (a Yvoir)
- Molignée (a Anhée)
- Lesse (a Anseremme, parte di Dinant)
- Viroin (a Vireux-Molhain)
- Semois/Semoy (a Monthermé)
- Bar (a Dom-le-Mesnil)
- Chiers (a Bazeilles)

Il dipartimento della Mosa, nella Francia nord-orientale, prende il nome dal fiume.